# Castello dei Pico
Castello dei Pico är ett slott som är beläget i centrala Mirandola i provinsen Modena i norra Italien.
Slottet är känt i Europa som en legendarisk ointaglig befästning och ägdes av släkten Pico della Mirandola som regerade över staden i fyra århundraden (1311–1711). Under renässansen smyckades Castello dei Pico med betydelsefulla konstverk.
Slottet, som upptar en stor del av torget Costituente och boulevarden Circonvallazione, restaurerades år 2006 efter många år av misskötsel, men förstördes av Jordbävningen i norra Italien 2012, då slottet blev obeboeligt.